# ترافيس ميلر
ترافيس ميلر (بالإنجليزية: Travis Miller)‏ هو لاعب كرة قاعدة أمريكي، ولد في 2 نوفمبر 1972 في دايتون في الولايات المتحدة.

## وصلات خارجية
- ترافيس ميلر على موقعبيزبول رفرنس.كوم (الدوري الرئيسي) (الإنجليزية)
- ترافيس ميلر على موقعبيزبول رفرنس.كوم (الدوري الثانوي) (الإنجليزية)
- ترافيس ميلر على موقع مشجعي الرسوم البيانية (الإنجليزية)